# Plagiopsis bergi
Plagiopsis bergi är en insektsart som beskrevs av Gustav Breddin 1897. Plagiopsis bergi ingår i släktet Plagiopsis och familjen Caliscelidae. Inga underarter finns listade i Catalogue of Life.